# Єжи Бар
Єжи Артур Бар (пол. Jerzy Artur Bahr, 23 квітня 1944 — 25 липня 2016) — польський дипломат.

## Біографія
Народився 1944 року в Кракові.
У 1967 закінчив Ягеллонський університет, філосовсько-історичний факультет, магістр соціології.
У 1973 закінчив аспірантуру при Інституті політичних наук Ягеллонського університету. Курси іноземних мов Віденського університету (1983). Інститут Гете та Український вільний університет в Мюнхені (1985).
З 1967 по 1969 — асистент Краківського інституту суспільних наук Академії вугільної промисловості і металургії.
З 1973 по 1974 — старший асистент Сілезького інституту в Ополе.
З 1974 по 1976 — співробітник МЗС Польщі.
З 1976 по 1980 — 1-й секретар з питань преси Посольства Польщі в Румунії.
З 1980 по 1982 — співробітник Департаменту Європи МЗС Польщі.
З 1982 по 1983 — асистент Ягеллонського університету.
У 1983 році отримав політичний притулок в Австрії, де перебував з академічною поїздкою. Співпрацював з Радіо Свобода.
З 1986 по 1991 — науковий співробітник Швейцарського Східного Інституту в Берні.
У 1989 році повернувся до Польщі.
З 1991 по 1992 — радник з політичних питань посольства Польщі в Росії.
З 1992 по 1994 — генеральний консул Польщі в Калінінграді.
З 1994 по 1996 — директор 2-го Європейського департаменту МЗС Польщі.
З 1997 по 2001 — Надзвичайний і Повноважний Посол Польщі в Україні.
З 1998 по 2001 — Надзвичайний і Повноважний Посол Польщі в Туркменістані.
З 2001 по 2005 — Надзвичайний і Повноважний Посол Польщі в Литві.
З 1 березня по 22 грудня 2005 — очолював Бюро національної безпеки Польщі.
З 19 травня 2006 по листопад 2010  — Надзвичайний і Повноважний Посол Польщі в Росії.

## Нагороди
- Командор із зіркою Хреста Ордена Відродження Польщі (2010)[2]
- Командор Хреста Ордена Відродження Польщі (2005)[3]
- Командор Хреста Орден «За заслуги перед Литвою» (2005)[4]
- Командор Хреста Орден Трьох зірок (2005)[5]
- Odznaka Honorowa „Bene Merito” (2009)[6]